# Opération Barclay

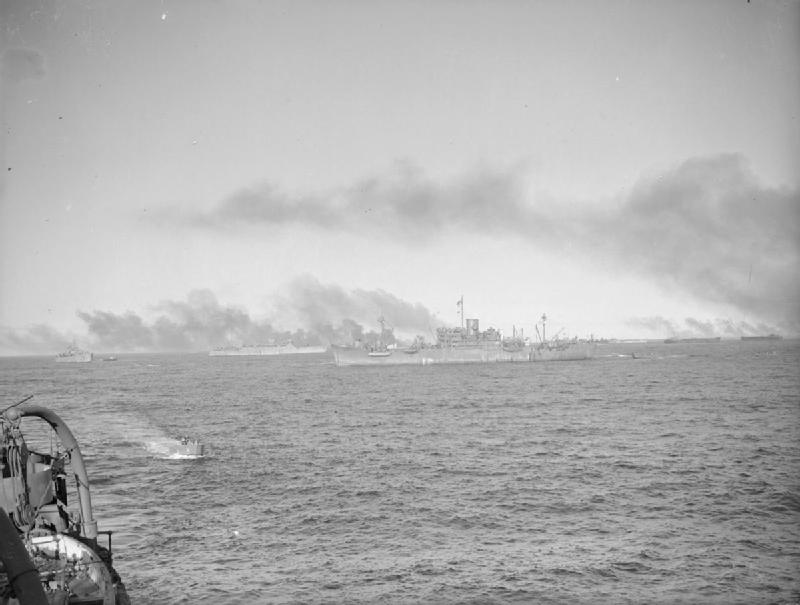
Opération Husky le 10 juillet 1943

Pour les articles homonymes, voir Barclay.
L'opération Barclay est un plan de diversion inclus dans le cadre de l'invasion de la Sicile par les Alliés  en juillet 1943.
Cette opération était destinée à faire croire au commandement militaire de l'Axe à l'imminence d'une invasion alliée dans les Balkans. Adolf Hitler suspectait une attaque dans cette zone, et l'opération devait servir à renforcer cette opinion.
Une armée fantôme, la "Twelfth Army", constituée de 12 divisions fictives a été créée en Méditerranée orientale. Les Alliés créèrent alors de faux mouvements de troupes, du trafic radio, recrutèrent des interprètes grecs, firent l'acquisition de cartes de Grèce et montèrent l'opération Mincemeat, pour faire tomber dans les mains allemandes de faux plans d'invasion.
L'opération de déception a été un succès. L'OKW pris la menace au sérieux et les forces allemandes ont été renforcées de huit divisions dans les Balkans.
L'opération Husky, nom de code du débarquement en Sicile fut donc une surprise pour les forces allemandes.